# La Feuillade
La Feuillade ist eine französische Gemeinde mit 797 Einwohnern (Stand: 1. Januar 2022) im Département Dordogne in Nouvelle-Aquitaine. Sie gehört zum Arrondissement Sarlat-la-Canéda und zum Kanton Terrasson-Lavilledieu. Die Bewohner werden Feuilladais und Feuilladaises oder Feuilladois und Feuilladoises genannt.

## Geografie
La Feuillade liegt etwa 58 Kilometer ostsüdöstlich von Périgueux. 
Nachbargemeinden sind Saint-Pantaléon-de-Larche im Norden, Larche im Süden und Osten, Les Coteaux Périgourdins im Südwesten sowie Pazayac im Westen.

## Bevölkerungsentwicklung
| Jahr                      | 1962 | 1968 | 1975 | 1982 | 1990 | 1999 | 2006 | 2013 | 2020 |
| ------------------------- | ---- | ---- | ---- | ---- | ---- | ---- | ---- | ---- | ---- |
| Einwohner                 | 277  | 328  | 417  | 519  | 568  | 710  | 727  | 742  | 789  |
| Quelle: Cassini und INSEE |      |      |      |      |      |      |      |      |      |

## Sehenswürdigkeiten

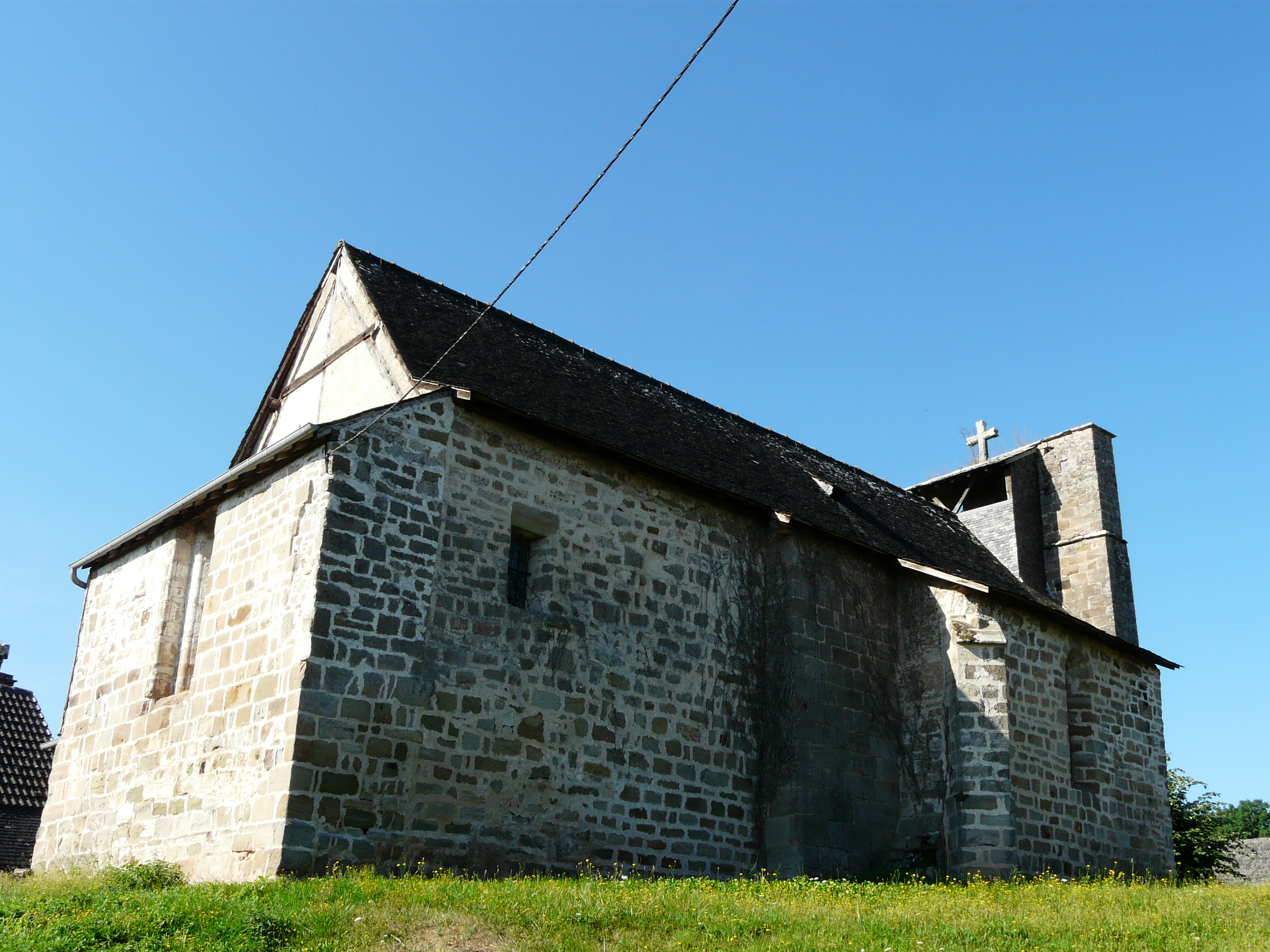
Kirche Notre-Dame-de-la-Nativité

- Kirche Notre-Dame-de-la-Nativité